# The Alibi
The Alibi är en amerikansk långfilm från 2006 i regi av Matt Checkowski och Kurt Mattila, med Steve Coogan, Rebecca Romijn, Selma Blair och James Brolin i rollerna.

## Handling
Ray Elliot (Steve Coogan) driver en firma som tillhandahåller vattentäta alibin för gifta personer som vill ha en affär. Ray får dock problem med sin senaste klient. För att lösa problemet tvingas han förlita sig på sin sexiga partner (Rebecca Romijn). Intrigen tätnar när han byter identitiet med en av sin klienter (James Marsden) för en helg och klientens flickvän dör i en olycka. Han är snart på flykt från polis, en lönnmördare och en svartsjuk ex-pojkvän.

## Rollista
| Steve Coogan       | – Ray Elliot      |
| Rebecca Romijn     | – Lola            |
| Selma Blair        | – Adelle          |
| James Brolin       | – Robert Hatch    |
| Sam Elliott        | – Mormonen        |
| Jaime King         | – Heather         |
| John Leguizamo     | – Hannibal        |
| James Marsden      | – Wendell Hatch   |
| Debi Mazar         | – Inspektör Bryce |
| Henry Rollins      | – Putty           |
| Deborah Kara Unger | – Dorothy         |
| Terry Crews        | – Crazy Eight     |